# Долинський Лука
Долинський Лука (бл. 1745, Біла Церква, тепер Київської обл. — 10 березня 1824, Львів) — український живописець, портретист, іконописець та монументаліст. Представник пізнього українського бароко, рококо та класицизму.

## Біографія
Навчався в Києві в духовній академії. Талант молодого художника привернув увагу київського греко-католицького (унійного) митрополита Пилипа Володковича (1762–1778), з ним Лука Долинський прибув 1770 р. до Львова. У 1768–1771 р. був писарем собору Святого Юра у Львові. Одним із перших учителів Долинського був Юрій Радивилівський (Радиловський). Як стипендіат Львівського єпископа Лева Шептицького навчався у Віденській академії мистецтв, вивчаючи монументальне і станкове мистецтво. Навчання в Австрії тривало протягом 1775–1777 рр. Після повернення до Львова йому було доручено оздоблення собору Св. Юра, яке він завершив приблизно 1785 р. Через 2 роки виконане особисто оцінив син австрійської імперетриці Марії-Терезії імператор Йозеф ІІ (1765–1790) — подарував Луці Долинському перстень з власної руки.
Створив сотні робіт, багато з яких до нас не дійшли. Майстер працював переважно у Львові, роботи були у храмах с. Вороблевичі (Дрогобицький район), с. Мшана (Городоцький район), Жовкві, Підкамені (тепер Бродівський район).
Помер у Львові у власному будинку (на теперішній вул. Городецькій) у середу, 10 березня 1824 року у 80-тирічному віці. Похований на Городоцькому кладовищі (надгробок не зберігся).

## Роботи Луки Долинського
- 1770–1771 — портрет владики Пилипа Володковича
- 1770–1771 — портрет короля Лева Даниловича у василіянській церкві Львова
- 1779(?)–1785 — ансамбль ікон собору Святого Юра: іконостас (ікони «Христос», «Богородиця», «Святий Юрій», «Покрова Богородиці», 16 образів празників, овальні ікони пророків для собору Святого Юра), картини у пресвітерії, «Христос проганяє купців з храму»
- 1784–1787 — іконостас семінарської церкви Зішестя Святого Духа у Львові (зберігся частково).
- Після 1786 — бічні вівтарі церкви Петра і Павла у Львові на Личакові (1 образ зберігся у парохіяльній канцелярії, решта втрачені), фрески Петра і Павла, образ «Христос передає ключі Св. Петрові» на фасаді цього храму (перемальовані)
- 1780–1790 (інше датування 1784—1787)— комплекс іконостасу семінарської церкви Зішестя Святого Духа у Львові (зіпсований пізнішою реставрацією Яблонського)
- Кінець XVIII ст. — стації монастиря бернардинів у Львові (збережені шість)
- 1780–1790 — розписи стін у церкві Св. Параскеви П'ятниці у Львові
- Кінець XVIII ст. — портрет крилошанина (каноніка) Михайла Гарасевича
- 1807–1810 — цикл картин для Успенської церкви Почаївського монастиря: іконостас (замінений за вказівкою царя Олександра ІІ 1861 року), головний і бічні вівтарі, численні композиції на тему «Чудес Христа» на пілястрах, настінний живопис, пов'язаний з історією монастиря,[4] монастирських легенд, портрет архимандрита Левинського.
- Після 1810 (1820–1821) — ансамбль іконостасу монастирської церкви Св. Онуфрія у Львові (втрачений)
- 1815 — образ Св. Миколая з підписом.

Можливі недатовані роботи:
- Три архаїзовані портрети Корняктів в Успенській (Волоській) церкві Львова
- Картини у францисканському костелі (згоріли з храмом 1834 р.)

Окрім монументальних полотен, настінних розписів в храмах, створив галерею портретів, здебільшого церковних ієрархів — митрополитів Пилипа Володковича, Антона Ангеловича (1808–1814), єпископів Миколи Скородинського (1799—1805), Петра Білянського, ректора Львівської духовної семінарії отця Івана Лаврівського (1773–1846), віце-ректора Івана Гарасевича, крилошанин Михайла Гарасевича, Мартина Барвінського, Модеста Гриневецького, митрополита Михайла Левицького (1816–1858), священників Голдаєвича, Арсенія Радкевича, ігумена Онуфріївського монастиря у Львові Василя Галичкевича, касира Бітмана, почаївського архимандрита Левинського.
Деякі твори Луки Долинського зберігаються в Львівському Національному музеї.

## Сім'я
Дружина: Катерина Савицька (пом. 1830), міщанка з Яворова. Подружжя мало восьмеро дітей: син Михайло був парохом в с. Знесіння під Львовом (помер у 1854), Іван — старшиною австрійського війська (помер у 1849), Лев — державним урядником (помер у 1857), Станислав — скарбовим урядником (народився у 1793 і ще жив у 1863). Три дочки видані заміж за священників Ганкевича, Шудлинського, Трембіцького. Дочка Олена померла дівчиною.

## Вшанування пам'яті
У Білій Церкві існують вулиця та провулок Луки Долинського.
У Львові існує вулиця Луки Долинського.